# 鋼の錬金術師 (ラジオ)
この項目では、荒川弘の漫画『鋼の錬金術師』とそのアニメに関するラジオ（以下の各番組）について記述する。
- 『アニプレックスアワー ハガレン放送局』
- 『ラヂオ錬金術師』
- 『鋼の錬金術師・ラジオFA宣言』

## ハガレン放送局
『アニプレックスアワー ハガレン放送局』（アニプレックスアワー ハガレンほうそうきょく）とは、ラジオ大阪および文化放送で2003年から2005年にかけて放送されたラジオ番組。
パーソナリティは、声優の朴璐美（エドワード・エルリック役）と釘宮理恵（アルフォンス・エルリック役）。
概要
2003年10月より、ラジオ大阪製作番組枠「アニプレックスアワー」にて、『アニプレックスアワー ハガレン放送局』として放送を開始。
2004年9月、テレビアニメ『鋼の錬金術師』の放送終了とともにリニューアルされ、放送時間もそれまでの10分から30分へと拡大した。
2005年4月に放送を一旦休止し、5月より再開。7月から『劇場版 鋼の錬金術師 シャンバラを征く者』の公開に合わせ、劇場版強化月間と題して放送され、同年9月・10月をもって終了した。

### 放送情報
| 放送局                 | 放送期間                  | 放送枠                                                               |
| ---------------------- | ------------------------- | -------------------------------------------------------------------- |
| ラジオ大阪 (V-STATION) | 2003年10月5日 - 2004年9月 | 日曜 23:50 - 24:00                                                   |
| ラジオ大阪 (V-STATION) | 2004年9月25日 - 2005年3月 | 金曜 21:30 - 22:00（3月25日まで） 日曜 25:30 - 26:00（4月3日放送分） |
| ラジオ大阪 (V-STATION) | 2005年5月8日 - 10月2日    | 日曜 23:00 - 23:30                                                   |
|                        |                           |                                                                      |
| 文化放送 (A&G)         | 2003年10月6日 - 2004年9月 | 月曜 21:50 - 22:00                                                   |
| 文化放送 (A&G)         | 2004年9月27日 - 2005年3月 | 月曜 21:30 - 22:00 木曜 25:30 - 26:00                                |
| 文化放送 (A&G)         | 2005年5月6日 - 9月30日    | 金曜 26:30 - 27:00                                                   |

### 出演者
メインパーソナリティ
- 朴璐美（エドワード・エルリック役）
- 釘宮理恵（アルフォンス・エルリック役）

マンスリーパーソナリティ（ゲスト/担当）
- 2004年
  - 10月：豊口めぐみ（ウィンリィ・ロックベル役）
  - 11月：大川透（ロイ・マスタング役）
  - 12月：置鮎龍太郎（スカー役）

- 2005年
  - 1月：佐藤ゆうこ（ラスト役）
  - 2月：藤原啓治（マース・ヒューズ役）
  - 3月：山口眞弓（エンヴィー役）
  - 4月：（番組休止）
  - 5月：諏訪部順一（グリード役）
  - 6月：松本保典（ハボック役）
  - 7月：沢井美優（ノーア役）
  - 8月：水樹奈々（ラース役）
  - 9月：水島精二（監督〈テレビアニメ・劇場版〉）

### RADIO DJCD
ソニー・ミュージックディストリビューションより発売。
- ハガレン放送局 格の違いを見せてやるスペシャル!（2004年7月7日発売 SVWC-1035）
- ハガレン放送局 1（2005年5月18日発売 SVWC-7254）
- ハガレン放送局 2（2005年6月22日発売 SVWC-7260）
- ハガレン放送局 3（2005年8月24日発売 SVWC-7282）
- ハガレン放送局 4（2005年10月19日発売 SVWC-7289）
- ハガレン放送局 5（2006年2月22日発売 SVWC-7333）
- ハガレン放送局 6 FINAL（2006年3月24日発売 SVWC-7343）

## ラヂオ錬金術師
『ラヂオ錬金術師』（ラヂオれんきんじゅつし）は、アニメイトTVで放送されたラジオ番組。
パーソナリティはエドワード・エルリック役の朴璐美。

## ラジオFA宣言
『鋼の錬金術師・ラジオFA宣言』（はがねのれんきんじゅつし ラジオエフエーせんげん）は、2009年4月より放送のテレビアニメ『鋼の錬金術師 FULLMETAL ALCHEMIST』に関連したインターネットラジオ番組。音泉およびアニメイトTVにて、2009年3月18日から4月19日のプレ配信（第0回）を経て、同年4月20日から2010年7月5日まで隔週で配信された。
パーソナリティは『ハガレンラジオ』と同じく[朴璐美（エドワード・エルリック役）と釘宮理恵（アルフォンス・エルリック役）。
番組名に用いられる「FA」とは、「FULLMETAL ALCHEMIST（=鋼の錬金術師）」の略、および、「Free Agent（=フリーエージェント）」の略である。
最終回の収録は、朴が経営するカフェにて行われた。

### コーナー
二つ名選定委員会
作中の国家錬金術師のように、周囲の身近な人物に「二つ名」をつけてしまおうというコーナー。採用されるとタイトルコールの前に「二つ名」が言い渡される。
普通のお便り
略して「ふつおた」。番組に届いた質問や感想などを紹介するコーナー。
発見! これが錬金術
錬金術っぽいもの募集するコーナー。
賢者の石、見つけた!
エルリック兄弟が探し求める「賢者の石」。
生活の中で発見した自分にとっての「賢者の石」についての報告を募集するコーナー。
前回までの鋼の錬金術師FA
放送された話の内容を振り返るコーナー。
対決!ラジオHG宣言!
朴と釘宮のどちらがHG（腹黒）なのか、ゲームで対決して決めるコーナー。

### 配信リスト
| 配信  | 配信日 ［音泉（アニメイトTV）］ | ゲスト                           | 前回までの鋼の錬金術師FA                                          |
| ----- | ------------------------------- | -------------------------------- | ----------------------------------------------------------------- |
| 第1回 | 2009年4月20日（4月21日）        | -                                | 第1話「鋼の錬金術師」 / 第2話「はじまりの日」 / 第3話「邪教の街」 |
| 第2回 | 2009年5月4日（5月5日）          | -                                | 第4話「錬金術師の苦悩」 / 第5話「哀しみの雨」                     |
| 第3回 | 2009年5月18日（5月19日）        | -                                | 第6話「希望の道」 / 第7話「隠された真実」                         |
| 第4回 | 2009年6月1日（6月2日）          | -                                | 第8話「第五研究所」 / 第9話「創られた想い」                       |
| 第5回 | 2009年6月15日（6月16日）        | -                                | 第10話「それぞれの行く先」 / 第11話「ラッシュバレーの奇跡」       |
| 第6回 | 2009年6月29日（6月30日）        | -                                | 第12話「一は全、全は一」 / 第13話「ダブリスの獣たち」             |
| 第7回 | 2009年7月13日（7月14日）        | -                                | 第14話「地下にひそむ者たち」 / 第15話「東方の使者」               |
| 第8回 | 2009年7月27日（7月28日）        | -                                | 第16話「戦友の足跡」 / 第17話「冷徹な焔」                         |
| 第9回 | 2009年8月10日（8月11日）        | 三木眞一郎（ロイ・マスタング役） | 第18話「小さな人間の傲慢な掌」 / 第19話「死なざる者の死」         |

- 第16回 - 高本めぐみ（ウィンリイ・ロックベル役）
- 第20回 - 三宅健太（スカー役）
- 第22回 - 折笠富美子（リザ・ホークアイ役）
- 第26回 - 三木眞一郎（ロイ・マスタング役）
- 第29回 - 後藤麻衣（メイ・チャン役）